# Concepció Fontanilles i Prat
Maria Concepció Fontanilles i Prat (Igualada, Anoia, 6 de maig de 1975) és una exjugadora i entrenadora d'hoquei sobre patins catalana.
Formada al planter del CN Igualada, on hi va jugar tota la seva carrera esportiva. Amb aquest club, va guanyar cinc Lligues catalanes i cinc Campionats d'Espanya entre 1992 i 1997. Va ser internacional amb la selecció espanyola d'hoquei patins, aconseguint dos Campionats del Món, 1994 i 1996, i un Campionat d'Europa el 1995. També va obtenir una medalla d'argent a l'Europeu de 1993. Amb la selecció catalana va disputar partits d'exhibició. Després de la seva retirada esportiva el 1996, va dirigir l'equip femení B del CN Igualada entre 1998 i 2000.

## Palmarès
Clubs
- 5 Lligues catalana d'hoquei patins femenina: 1992-93, 1993-94, 1994-95, 1995-96, 1996-97
- 5 Campionats d'Espanya d'hoquei patins femení: 1992-93, 1993-94, 1994-95, 1995-96, 1996-97

Selecció espanyola
- 2 medalles d'or al Campionat del Món d'hoquei patins femení: 1994, 1996
- 1 medalla d'or al Campionat d'Europa d'hoquei patins femení: 1995
- 1 medalla d'argent al Campionat d'Europa d'hoquei patins femení: 1993